# Great Teacher Onizuka
Great Teacher Onizuka (jap. グレート・ティーチャー・オニヅカ, gurēto tīchā onizuka), auch bekannt unter der Abkürzung GTO, ist eine abgeschlossene Manga-Serie des japanischen Zeichners Tōru Fujisawa, die auch als Anime-Serie und als sogenanntes Dorama umgesetzt wurde. Die Serie handelt vom Heranwachsenden Eikichi Onizuka, der nach seiner Zeit als Rocker der beste Lehrer Japans werden will. Great Teacher Onizuka ist die Fortsetzung von Tōru Fujisawas Manga-Serie Shōnan Jun’ai Gumi! von 1991, die von der Jugendzeit des Motorradrockers Eikichi Onizuka erzählt.

## Handlung
Eikichi Onizuka, 22 Jahre alt, hat keinen festen Job und lebt in Musashino in Tokio. Er hatte eine schwere Kindheit und wuchs früher ohne Vater auf, während seine Mutter die Erziehung vernachlässigte. All dies führte dazu, dass Onizuka schon als Teenager das Leben eines Kleinkriminellen führte. Später machte er sich als Anführer einer Motorrad- und Rockergang einen Namen und war selbst in der Unterwelt gefürchtet.
Er ist nicht sonderlich gebildet und hat lediglich einen Abschluss an der „drittklassigen“ Eurasia-Universität, und das in einem Land, in dem der Name der Universität beinahe wichtiger ist als Zensuren oder das Studienfach.
Nach seinem Gangsterleben tut er sich schwer damit einen festen Job zu bekommen. So schlägt er sich mit Gelegenheitsjobs durch, bis er beobachtet wie ein junges Mädchen ihren alten Lehrer anhimmelt.
Anfangs nur von der Vorstellung getrieben, als Lehrer hätte er einen sicheren Posten, einfach verdientes Gehalt und die Chance, sich auch als alter Mann noch an junge Mädchen ranmachen zu können, beschließt er Lehrer zu werden. Bald erkennt Onizuka jedoch, dass er den Jugendlichen, die er eigentlich unterrichten soll, näher steht als den Lehrern, die er früher selbst nicht besonders mochte. Daraufhin beschließt Onizuka, nicht nur ein besserer Lehrer sein zu wollen, er will gleich der Beste sein: Der Great Teacher Onizuka, der beste Lehrer aller Zeiten.
Während einer zweiwöchigen Referendarszeit muss Onizuka jedoch feststellen, dass der Coolste nicht in Frieden leben kann, wenn er nicht akzeptiert wird. Nach einem Erpressungsversuch seiner Schüler rächt sich Onizuka auf etwas ungewöhnliche Weise. In der Annahme, dies sei das vorschnelle Aus für seine Karriere, erkennt er jedoch, dass seine doch unorthodoxen Methoden und Vorstellungen vom Unterrichten bei seiner Klasse von Raufbolden Früchte tragen. Diese sind nun friedlich und folgsam.
Um weiterhin als Lehrer arbeiten zu können, müsste sich Onizuka einer staatlichen Lehramtsprüfung unterziehen. Dem festen Glauben, er bräuchte das nicht, folgt schnell die Ernüchterung. So bleibt ihm nur noch die Bewerbung um eine Lehrerstelle an einer Privatschule. Zwar qualifiziert sich Onizuka bei einem Vorstellungsgespräch am renommierten Seirin Institut nicht, da er zuvor den Oberstudienrat bloßgestellt hat; er bekommt aufgrund des Eingreifens der Schulleiterin den gewünschten Job aber doch noch.
Onizukas eigentliche Aufgabe ist es, eine bessere Stimmung in die größte Problemklasse der Schule zu bringen. Nach und nach erobert er die Klasse, die aufgrund eines früheren Vorfalls tiefen Hass gegen alle Lehrer empfindet. Doch neben seinen Problemen mit den Schülern muss er sich noch mit diversen anderen Schwierigkeiten herumschlagen.

## Konzeption
Die Handlung folgt einem wiederkehrenden Schema, schreitet dabei aber in der Entwicklung voran. In den aufeinander aufbauenden Geschichten wird Onizuka meist Zeuge einer Ungerechtigkeit oder sogar eines Verbrechens, gegen das er dann mit seinen unorthodoxen Methoden vorgeht. Im Anschluss zerstört er seine Heldenrolle durch eine dumme Aktion wieder. Dass er regelmäßig die Gelegenheit zu sexuellen Übergriffen auf (meist) seine Schülerinnen bekommt, diese trotz der großen Versuchung aber aus Gutherzigkeit oder wegen der Umstände gerade so doch nicht ausführt, entwickelt sich zum Running Gag.

## Veröffentlichungen

### Manga
Great Teacher Onizuka erschien in Japan von Februar 1997 bis Ende 2001 in Einzelkapiteln im Manga-Magazin Shōnen Magazine des Kodansha-Verlags. Diese Einzelkapitel wurden auch in 25 Sammelbänden zusammengefasst. Von September 2017 bis Februar 2018 erschien eine zwölf Bände umfassende Bunko-Sammelbandausgabe, deren Bände je 390 bis 400 Seiten umfassen.
Auf Deutsch wurde die Serie von Egmont Manga und Anime von Juli 2002 bis Juni 2006 vollständig veröffentlicht. Seit Mai 2024 erscheint bei Manga Cult die Bunko-Sammelbandausgabe in einer Übersetzung von Sascha Mandler in bisher fünf Bänden (Stand März 2025).
Weiterhin erscheint GTO u. a. in Frankreich, Italien, Polen, Schweden, Thailand, Indonesien und den USA. Die amerikanische Fassung erschien bei Tokyopop und gehörte zu deren ersten Serien, die im japanischen Taschenbuchformat und in japanischer Leserichtung erschienen und damit zu den ersten derart in den USA veröffentlichten Mangas überhaupt gehörte.
Von Juni 2009 bis November 2011 publizierte das Shōnen Magazine ein Spin-off mit dem Titel GTO: Shonan 14 Days, das an den Teshigawara-Zwischenfall anknüpft. Auch dieser Manga wurde in mehrere Sprachen übersetzt und umfasst insgesamt neun Sammelbände. 2012 folgte im gleichen Magazin GT-R, das von Onizukas Freund und Motorradverkäufer Ryūji Danma erzählt. Es erschien auch in einem Sammelband und wurde ins Französische übersetzt. Seit 2014 erscheint im Young Magazine die Serie GTO: Paradise Lost, das neue Geschichten von Onizuka als Lehrer erzählt.

### Anime
Auf der Grundlage der Manga-Serie produzierte Studio Pierrot eine 43-teilige Anime-Serie, bei der Noriyuki Abe Regie führte. Hauptautor war Masashi Sogo und das Charakterdesign entwarf Koichi Usami. Die künstlerische Leitung lag bei Yūji Ikeda. Bis zum Band 14 hält sich der Anime relativ an der Manga-Vorlage. Manche einzelnen Panels wurden unverändert in die Animation übernommen. Dann jedoch holte der Anime die Vorlage ein, sodass für den Anime ein eigenständiges Ende kreiert wurde. Die Serie wurde vom 30. Juni 1999 bis zum 24. September 2000 auf dem japanischen Fernsehsender Fuji TV ausgestrahlt.
Die Anime-Serie ist in Deutschland komplett auf DVD bei Anime Virtual erschienen. Die insgesamt 10 DVDs enthalten die originale Tonspur auf Japanisch, sowie Untertitel auf Deutsch, Französisch, Niederländisch und Polnisch. Zudem sind 2 Collector’s-Boxen mit je einem Sammelschuber für Vol. 1–5 und Vol. 6–10 inklusive beiliegenden T-Shirt erschienen.

#### Synchronisation
| Rolle              | japanischer Sprecher (Seiyū) |
| ------------------ | ---------------------------- |
| Eikichi Onizuka    | Wataru Takagi                |
| Azusa Fuyutsuki    | Fumiko Orikasa               |
| Miyabi Aizawa      | Junko Noda                   |
| Kunio Murai        | Tomokazu Seki                |
| Mrs. Sakurai       | Yoshiko Okamoto              |
| Hiroshi Uchiyamada | Yūichi Nagashima             |

#### Musik
Die Musik der Serie komponierte Yusuke Honma. Der Soundtrack besteht vor allem aus Blues-Stücken, mit Rock- und Funkeinlagen versehen. Die Musik wird in der Serie nur zurückhaltend eingesetzt. Sowohl in Japan als auch in Deutschland, hier bei Tokyopop, erschien der Soundtrack auf CD. und für die beiden Vorspanne verwendete man die Lieder Driver’s High von L’Arc~en~Ciel und Hitori No Yoru von Porno Graffiti. Die Abspanntitel sind:
- Last Piece von Kirari
- Shizuku von Miwaku Okuda
- Cherished Memories von Hong Kong Knife
- Driver’s High von L’Arc~en~Ciel

### Realverfilmung
Vom 7. Juli 1998 bis zum 22. September 1998 strahlte Fuji TV eine GTO-Realserie mit zwölf Folgen à 45 Minuten aus. Die Hauptcharaktere Onizuka und Azusa wurden von Takashi Sorimachi und Nanako Matsushima dargestellt, Regie führte Masayuki Suzuki. Um das Thema an das Fernsehserienformat anzupassen, wurde die Handlung teilweise stark verändert. Am 28. August 1999 wurde ein etwa 90 Minuten langer Fernsehfilm in gleicher Besetzung ausgestrahlt. Im gleichen Jahr kam ein 140-minütiger GTO-Spielfilm in die japanischen Kinos, wiederum mit Takashi Sorimachi als Onizuka.
2012 wurde von Juli bis September ein Remake der Fernsehserie in Japan ausgestrahlt. Die Hauptrolle übernahm Akira und der Serie folgten drei Fernsehfilme. Im März 2014 kam eine Miniserie mit vier Folgen heraus und von Juli bis September des gleichen Jahres folgte eine weitere Fernsehserie.

## Rezeption
Der Manga gewann 1998 den Kodansha-Manga-Preis in der Kategorie Shōnen. In den USA war die Erstauflage nach wenigen Wochen ausverkauft, ähnlich wie andere Serien der damals erstmals in japanischen Format veröffentlichten Serien.
Als „schamlos, häufig sexistisch und urkomisch“ wird die Serie von Jason Thompson beschrieben. Obwohl sich das Schema der Handlung immer neu wiederhole, bliebe die Serie durch die lustigen Bilder, detaillierte Zeichnungen und „schmuddelige, an popkulturellen Anspielungen reiche“ Dialoge frisch. In einigen Geschichten gehe der Manga über das Niveau der schmutzigen Komödie hinaus und zeige echte Gesellschaftssatire. Die Serie sei „unerschrocken ehrlich und mit verdrehtem Humor“ geschrieben, ein süchtig machender, die Augen öffnender Blick auf das japanische Oberschulleben, so Helen McCarthy. Die deutsche Zeitschrift Mangaszene vergleicht GTO mit Golden Boy, der ähnlich „selbstironisch und realistisch“ sei und bei beiden Geschlechtern für Lachanfälle sorge. Die Serie sei daher nicht nur etwas für die übliche männliche Leserschaft leichter Erotik, zumal sie mit Eikichi auch einen attraktiven männlichen Protagonisten für die weiblichen Leser biete. Der an Slam Dunk erinnernde Zeichenstil sei realistisch und kombiniere „sterbensniedliche Mädels mit abstoßenden Fratzen“.
Die Anime Encyclopedia nennt die Verfilmung als Dorama mit Takashi Soramachi in der Hauptrolle als die vollkommene GTO-Fassung, doch auch die Anime-Umsetzung habe „Biss“ – vor allem weil ihr etwas mehr Darstellung von Gewalt erlaubt wurde als der Realverfilmung. Die Animationen seien billig gemacht, dafür aber die Computeranimationen dezent und klug genug eingesetzt um davon abzulenken. Der düstere Vorspann fasse gut die sardonische Stimmung der Serie zusammen. Auch die deutsche Zeitschrift Funime beschreibt die Animationen als „eher unterdurchschnittlich“, Soundtrack und deutsche Untertitel „gehen dagegen in Ordnung“. Die Animania dagegen nennt die Animations-Qualität solide. Die erzählten Geschichten seien „bemerkenswert real und erschreckend alltäglich“, die Serie verbinde „die Nöte von Schülern und Lehrern mit reichliche Humor und Action“.